# Ride (Jamie Walters)
Ride è il secondo album pubblicato dal cantante e chitarrista statunitense Jamie Walters.
Il disco è ritenuto da molti il migliore della sua discografia ed è stato pubblicato il 17 giugno del 1997.

## Tracce
1. Reckless
2. Fly on Sweet Angel
3. I'd do Anything for You
4. Winona
5. In Between
6. The Other Side
7. Nobody But You
8. Long Way Down
9. Dog On A Chain
10. You
11. The Great Escape

## Formazione
- Jamie Walters - chitarra, voce